# Gaisberg (Salzburg)
Gaisberg er et bjerg øst for Salzburg i Østrig. Det hører til Osterhorngruppen, der er en del af de Nordlige kalkalper, mellem Lammertal og Wolfgangsee. Det går en bussrute fra Salzburg til bjerget, som er et populært vintersportssted, men som også kan tilbyde andre fritidsaktiviteter som vandreture, bjergcykling og paragliding. På toppen af bjerget står en 100 m høj TV- og radiosender, som blev bygget i 1956. Fra 1887 til 1928 gik der en tandhjulsbane, Gaisbergbahn, fra byen og til toppen af bjerget, men i 1929 blev den nedlagt da man byggede vej til toppen.

## Gaisbergrennen
Gaisbergrennen var et bil- og motorcykelløb som fandt sted i årene fra 1929 og 1969, som en del af Europæisk mesterskab i bakkeløb. Det første løb foregik 8. september 1929 med 83 deltagere. Flere kendte Formel 1-kørere og andre motorkørere har deltaget i løbet.
I 2003 startede man det igen som veteranbilløb under navnet "Gaisbergrennen für historische Automobile", og i 2004 fejrede det 75-års jubilæum.